# Charles S. Roberts Award
Der Charles S. Roberts Award (für Insider kurz „Charlie“ oder „CSR“) war ein von 1975 bis 2002 in den USA vergebener Spielepreis für Konfliktsimulationsspiele (Wargames: Kriegsspiele), dem Genre zugehörige Zeitschriften und Artikel über diese Spielegattung. Der Preis ist nach Charles S. Roberts (Father of Wargaming, Gründer von Avalon Hill) benannt, der mit seinem 1952 erfundenen und 1954 veröffentlichten Spiel Tactics das Genre der modernen Konfliktsimulation begründete.
Mit dem Charles S. Roberts Award wurden Kriegsspiele, Spielezeitschriften und Artikel über Konfliktsimulationen eines Jahrgangs im Sommer des folgenden Jahres prämiert. Die ersten Awards gingen 1975 an Spiele aus dem Jahr 1974. Anfangs war der Charles S. Roberts Award Teil der Origins Awards. Seit dem Jahr 1988 (für die Spiele aus dem Jahr 1987) wurden die Charles S. Roberts Awards allerdings unabhängig von den Origins Awards verliehen. Bis 1999 wurden die Preisträger auf der 1975 gegründeten Spielemesse Origins International Game Expo präsentiert. Ab 2000 wurden die Preise bei den World Boardgaming Championships verliehen. Bekanntgegeben wurden die Preisträger üblicherweise Anfang Juni auf der ConSimWorld Expo, die in wechselnden US-Bundesstaaten stattfindet. Im Jahr 2012 wurden die Preise letztmals vergeben, die Veranstalter erklärten, sich aus privaten und beruflichen Gründen zurückziehen zu wollen, Nachfolger die die Organisation übernehmen wollten, konnten nicht gefunden werden.

## Clausewitz Hall of Fame
In der Clausewitz Hall of Fame (Ruhmeshalle benannt nach Carl von Clausewitz) wurde jedes Jahr eine Person, die sich auf dem Gebiet der Konfliktsimulation hervorgetan hat, hinzugenommen.

## Kategorien
Im Laufe der Zeit veränderten sich die Kategorien der verschiedenen Preise. Wurden bei den 1975 verliehenen Charles S. Roberts Awards 1974 noch zwei Brettspiele und zwei Spielezeitschriften prämiert, so wurden bei den 2008 verliehenen Charles S. Roberts Awards 2007 sechs Brettspiele, zwei Computerspiele, zwei Zeitschriften und zwei Zeitschriftenartikel prämiert.

### Konfliktsimulationen
- 1974 bis 1975: Best Professional Game
- 1974 bis 1975, 1978: Best Amateur Game
- 1976 bis 1977: Best Tactical Game
- 1976 bis 1977: Best Strategic Game
- 1978 bis 1986: Best Pre-Twentieth Century Game
- 1978 bis 1986: Best Twentieth Century Game
- seit 1987: Best Pre-World War Two Game
- seit 1987: Best World War Two Game
- seit 1987: Best Post-World War Two Game / Best Modern Era Game[3]
- 1979 bis 1981: Best Initial Release Wargame
- seit 1999: Best DTP-Produced Boardgame
- seit 1999: Best Magazine-Published Boardgame
- seit 1989: James F. Dunnigan Award for Playability and Design

### Grafik
- 1976, 1978: Best Graphics and Physical Systems
- seit 1984: Best Wargame Graphics

### Sonstige Brettspiele
- 1977 bis 1986: Best Fantasy or Science Fiction Board game

### Computerspiele
- 1980 bis 1981: Best Computer Game
- 1982 bis 1985: Best Adventure Game for the Home Computer
- 1986: Best Military/Strategy Computer Game
- seit 1987: Best Pre-Twentieth Century Computer Wargame
- seit 1987: Best Twentieth Century Computer Wargame

### Zeitschriften
- seit 1974: Best Professional Boardgaming/Game/Wargame Magazine
- seit 1974: Best Amateur Game/Wargame Magazine

### Zeitschriftenartikel
- seit 1987: Best Game Review or Analysis Article
- seit 1987: Best Historical or Scenario Article

## James F. Dunnigan Award
Herausgehoben wird ein Spezialpreis für herausragende Leistung verliehen, der nach James F. Dunnigan benannte Award. Er geht an Spieleautoren, Produzenten (Developer), Spiele-Grafiker oder gar an ein Spiel selbst.